# Raiffeisenbank Oberaudorf
Die Raiffeisenbank Oberaudorf eG ist eine Genossenschaftsbank mit Sitz in der bayerischen Gemeinde Oberaudorf im Landkreis Rosenheim.

## Geschichte
Die Ansätze der Genossenschaftsbanken gehen auf die Grundsätze der Selbsthilfe, Selbstverantwortung und Selbstverwaltung von Franz Hermann Schulze-Delitzsch und Friedrich Wilhelm Raiffeisen Mitte des 19. Jahrhunderts zurück. Diese beiden gründeten, unabhängig voneinander, die ersten Kreditgenossenschaften. Während Volksbanken vorwiegend in städtischen Bereichen entstanden, wurden in ländlichen Gebieten Raiffeisenbanken gegründet. Die erste Gründung einer Genossenschaftsbank erfolgte 1864.
Die älteste Wurzel der heutigen Raiffeisenbank Oberaudorf eG geht auf die Gründung der Genossenschaft am 13. Juni 1897 in Oberaudorf zurück. Zuletzt fusionierte im Jahr 1976 die damalige Raiffeisenbank Oberaufdorf-Kiefersfelden eG mit dem Sitz in Oberaudorf mit der Raiffeisenbank Flintsbach eG mit dem Sitz in Flintsbach am Inn zur heutigen Raiffeisenbank Oberaudorf eG. Zuvor firmierte die Raiffeisenbank Oberaufdorf-Kiefersfelden eG als Volksbank Oberaudorf (Raiffeisenkasse) eGmbH.

## Rechtsverhältnisse
Die Raiffeisenbank Oberaudorf eG ist im Genossenschaftsregister beim Amtsgericht Traunstein unter GnR 158 eingetragen.

## Organisationsstruktur
Rechtsgrundlagen sind das Genossenschaftsgesetz und die durch die Vertreterversammlung beschlossene Satzung. Organe der Bank sind der Vorstand, der Aufsichtsrat und die Vertreterversammlung. Die Vertreterversammlung besteht aus gewählten Mitgliedern der Bank, welche die anderen Mitglieder vertreten.

## Sicherungseinrichtung
Die Raiffeisenbank Oberaudorf eG ist der amtlich anerkannten Sicherungseinrichtung des Bundesverbandes der Deutschen Volksbanken und Raiffeisenbanken GmbH und der zusätzlichen freiwilligen Sicherungseinrichtung des Bundesverbandes der Deutschen Volksbanken und Raiffeisenbanken e.V. angeschlossen.

## Geschäftsausrichtung
Die Raiffeisenbank Oberaudorf eG betreibt das Universalbankgeschäft. Im Verbundgeschäft arbeitet sie mit der DZ Bank, R+V Versicherung, Bausparkasse Schwäbisch Hall, Teambank, VR Leasing,  DZ Hyp und der Union Investment zusammen.

## Geschäftsgebiet
Das Geschäftsgebiet liegt im Süden des Landkreises Rosenheim.
An diesen Orten betreibt die Bank Filialen:
- Oberaudorf (Hauptstelle, jur. Sitz)
- Kiefersfelden (Geschäftsstelle)
- Flintsbach am Inn (2 Geschäftsstellen)